# Gabriel Cossart
Gabriel Cossart (Pontoise, 1615 – 18 settembre 1674) è stato uno storico e religioso francese.
Gesuita di nobile famiglia, professò la Retorica a Parigi  nel Collège de Clermont.
Studiò i Concili col padre Philippe Labbe e poi, dopo la morte di quest'ultimo, ne scrisse   una Collezione, intitolata Sacrosancta concilia.
Nel 1675 il padre de Laure pubblicò la Raccolta delle Orazioni e dei versi di Cossart, che fu ristampata nel 1723 a Parigi.

## Opere
- LABBÉ-COSSART, Sacrosancta Concilia ad Regiam editionem exacta, Lutetiæ Parisiorum, Impensis Societatis Typographicæ Librorum Ecclesiasticorum jussu Regis constitutæ, 1671-1672